# 微毛楼梯草
微毛楼梯草（学名：Elatostema microtrichum）是荨麻科楼梯草属的植物，为中国的特有植物。分布于中国大陆的云南等地，生长于海拔2,150米的地区，常生于山坡常绿阔叶林中。